# Leerbaarheid
Met de leerbaarheid (Engels: learnability) van een product wordt binnen het kader van het testen van nieuwe software volgens code ISO 9126 bedoeld: de mogelijkheden die het softwareproduct aan de gebruiker biedt om zich de bediening eigen te maken. Leerbaarheid wordt over het algemeen gezien als een vast onderdeel van gebruiksvriendelijkheid.  
Het begrip leerbaarheid is gedefinieerd in het Standard glossary of terms used in software testing dat is gepubliceerd door de International Software Testing Qualifications Board (ISTQB).

## Computationele leertheorie
In de computationele leertheorie wordt met leerbaarheid specifiek de wiskundige analyse van machinaal leren bedoeld. Dit omvat onder meer:
- De algoritmische leertheorie, die in 1967 voor het eerst onder een andere naam is voorgesteld door Mark Gold.
- Het PAC leren, dat in 1984 is voorgesteld door Leslie Valiant.